# ベルトラン競争
ベルトラン競争（ベルトランきょうそう、英: Bertrand competition）とは経済学のモデルであり、寡占市場（あるいは複占市場）における企業が他の企業の意思決定を所与に自社の価格を選択するモデルである。ミクロ経済学や産業組織論の分野に分類される。均衡では、価格は限界費用に一致する。数学者で経済学者のジョゼフ・ベルトランに由来する。

## 歴史
1883年にベルトランによって、アントワーヌ・オーギュスタン・クールノーの著書『Recherches sur les Principes Mathématiques de la Théorie des Richesses』の書評の中で定式化された。クールノー競争モデルは、各企業が競合他社の価格を意思決定を所与に自社の生産量を選択するモデルであるが、均衡で企業が限界費用を上回る価格設定を行うという結果になる。ベルトランは、各企業の価格が限界費用を上回る場合には、競合他社の価格よりも低い価格に変更する誘因があるはずだと考えた。このベルトランのアイディアは、1889年にフランシス・イシドロ・エッジワースによって数学モデルとして記述された。現実的には、ベルトラン競争は不況期の過剰生産能力がある場合に成立しやすいとされる。

## ベルトラン均衡
同質的な企業が2社存在する複占市場を考える。両企業が限界費用と等しい価格を設定した場合、両企業とも利潤はゼロになる。一方の企業が限界費用に等しい価格を設定した場合、もう一方の企業が価格を釣り上げても、すべての消費者は価格の低い企業から購入するため、価格を釣り上げた企業から購入する消費者は存在しない。したがって、たとえ利潤がゼロであっても限界費用を価格として設定する状態が均衡となる。
両企業が、限界費用よりも高い同一価格を設定して市場の需要を二等分するような初期状態を考えたとしても、各企業は競合他社の価格よりも少しだけ安くして市場全体の需要を獲得し、利潤を（ほぼ）2倍にする誘因をもつ。したがって、両企業が限界費用を上回る価格を設定するという均衡は存在しない。
相手企業よりも高い価格を設定すると利潤がゼロになるため、2つの企業が異なる価格を設定する均衡は存在しない。
したがって、ベルトラン・モデルにおける唯一の均衡は、2つの企業が限界費用を価格として設定し、ゼロ利潤を得るという状態である。これは、企業が完全代替である同質的な財を生産していることから起こる。 
ベルトラン・モデルでは均衡がナッシュ均衡となる。より厳密に言えば、ベルトラン均衡は弱いナッシュ均衡（Weak Nash equilibrium）である。企業は、競争価格から逸脱しても均衡状態から利潤が減るということはない（いずれにせよ利潤はゼロである）。

## クールノー均衡との比較
クールノー・モデルは、各企業が設定した生産量から市場全体の供給量が決まり、市場価格が決まるモデルである。一方、ベルトラン・モデルは、最低価格を提示した企業が市場の需要すべてを獲得すると仮定する。
比較すると、ベルトラン・モデルで記述される市場の方がクールノー・モデルで記述される市場よりも競争の程度が激しくなる。クールノー・モデルでは、一方の企業の生産量の増加がもう一方の企業の生産量の減少をもたらすことから、競争の程度がベルトラン・モデルほど激しくならない（企業が生産量において戦略的代替関係〈Strategic substitutes〉にあると表現する）。一方で、ベルトラン・モデルでは、企業は競合他社の価格よりも低い価格を設定することで利潤を増やそうするため、競争の程度が激しくなる（企業が価格において戦略的補完関係〈Strategic complements〉にあると表現する）。
クールノー・モデルは、企業が事前に生産量を決め、その生産量を販売することにコミットするような市場に適用できる。ベルトラン・モデルは、生産量を柔軟に調整でき、企業が設定した価格の下で生まれる市場需要を満たす分だけ生産するような市場に適用できる。
どちらのモデルも他方のモデルよりも「優れている」というわけではない。各モデルの予測の精度は、各モデルが業界の状況にどれだけ近いかに応じて、業界ごとに異なる。
クールノーとベルトランの要素を両方組み込んだ2段階モデルを考えることもできる。そこでは、企業は第1ステップで生産量を決定し、第2ステップで価格を決定する。

## 批判
ベルトラン・モデルは、極端な仮定をいくつか置いている。

### 消費者の購買行動
消費者は最安値の企業から購入すると仮定しているが、製品差別化や輸送コスト、商品検索コストなどが存在する場合はこの仮定は成立しない。同質財のベルトラン・モデルを差別化財のモデルに拡張した場合、価格が限界費用に等しくなるという結果は得られなくなる。検索コストが存在する場合は、独占価格や価格分散が均衡で発生する可能性が生じる。

### 生産能力の制約
このモデルでは企業が無限に生産できると仮定されている。企業が単独で市場全体に供給する能力を持たない場合、「価格が限界費用に等しい」という結果は成り立たない。生産能力に制約があるベルトラン・モデルは、ベルトラン＝エッジワース・モデルと呼ばれる。生産能力に制約がある場合、純粋戦略のナッシュ均衡は存在しない可能性があり、このことはエッジワースのパラドックスと呼ばれる。しかし、一般的には、ヒュー・ディクソンが示したように、混合戦略のナッシュ均衡が存在する。

### 固定費用
固定費用が存在する場合は、理論的予測は非現実的なものになる。{\displaystyle F}を固定費用とし、{\displaystyle c}を限界費用とする。限界費用は生産量に依存せず一定であるとする。このとき、生産量{\displaystyle Q}を生産するための総費用は{\displaystyle TC=F+cQ}となる。価格は最終的には限界費用まで引き下げられ、企業の利潤はゼロになり、企業は固定費用を回収することができない。しかし、企業が傾きが正の限界費用曲線を持つ場合、正の利潤が発生し、固定費用を回収できる場合がある。

### 共謀
企業は共謀する誘因を持つ。共謀して独占価格{\displaystyle p_{m}}を設定し、市場の総需要を山分けする場合、企業が{\displaystyle n}社存在する場合は1社あたりの収入は{\displaystyle {\frac {p_{m}}{n}}}となる。共謀せずに限界費用で価格設定することは非協力的な行動の結果であり、このモデルの唯一のナッシュ均衡である。したがって、同時手番ゲームから繰り返しゲームに移行すると、フォーク定理により共謀が起こり得る。

## モデルの仮定
ベルトラン・モデルの仮定は以下の通りである。
- 企業が{\displaystyle n}社（{\displaystyle i=1,2,...}で示す）存在し、同質財を生産している[12]。
- 市場の需要関数{\displaystyle Q=D(p)}が存在する。ただし、Qは個々の企業の生産量の総計{\displaystyle Q=\sum _{i=1}^{n}}{\displaystyle Q_{i}}であり、需要関数は連続（continuous）で傾きは負であるとする。つまり、{\displaystyle D'(p)=0}[13]。
- 全ての企業が同じ限界費用に直面している。つまり、{\displaystyle c_{1}=c_{2}=...=c} [14]。
- 企業は他の企業の意思決定を知らずに、同時手番で意思決定をする[13]。
- 企業の生産能力に制限がない。つまり、無限に生産できる[10]。

さらに、競争市場における需要の法則を基に、以下を仮定する。
- 最安値の価格設定をした企業が需要を総取りする[10]。
- 同じ価格設定をした企業が存在する（{\displaystyle p_{1}=p_{2}=...=p}）場合は、需要を等分して山分けする。つまり、{\displaystyle {\frac {p}{n}}}の収入を得る[15]。

## モデル

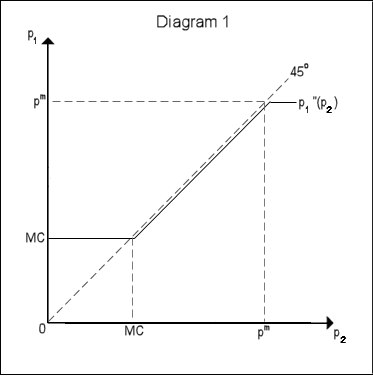
企業2の戦略を所与に記述された企業1の最適応答関数。

同質財のベルトラン・モデルは以下のように記述できる。
- プレイヤー: 企業が2社（{\displaystyle i=1,2}）存在し、共に限界費用{\displaystyle c=c_{1}=c_{2}}で生産する。
- 戦略: 各企業は価格を選択する（{\displaystyle p_{i}=p_{1}}）。
- タイミング: 同時手番ゲームである。
- 利得関数: 利潤をゲームの利得とする。
- 情報：完全情報である。

企業{\displaystyle i}の需要関数は総生産量の関数で、価格について負の傾きを持つと仮定する。
{\displaystyle D(p_{i},p_{j})={\begin{cases}D(p_{i}),&{\text{if }}p_{i}<p_{j}\\{\frac {D(p_{i})}{2}},&{\text{if }}p_{i}=p_{j}\\0,&{\text{if }}p_{i}>p_{j}\ \end{cases}}}
このとき、市場の需要は連続であるが、企業の需要は不連続であることに注意。このことは、企業の利潤関数の不連続であることを意味する。企業{\displaystyle i}は{\displaystyle p_{j}}を所与にして利潤を最大化する。

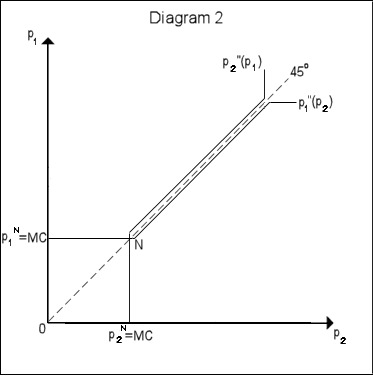
ベルトラン・モデルの最適応答関数とナッシュ均衡。

{\displaystyle \pi _{i}=(p_{i}-c)D(p_{i})}
企業{\displaystyle i}の最適応答関数を導く。{\displaystyle p_{m}}を産業全体の利潤を最大化する独占価格、{\displaystyle p_{m}=argmax_{p}(p-c)D(p)}であるとする。企業はライバル社の価格よりもやや低い価格を設定するインセンティブを持つ。もしライバル社が価格{\displaystyle p_{m}}を設定すれば、企業{\displaystyle i}は微小単位{\displaystyle \epsilon }だけ低い価格を設定し、市場全体の需要{\displaystyle D(p)}.を獲得するインセンティブを持つ。したがって、企業{\displaystyle i}最適応答関数は
{\displaystyle R_{i}(p_{j})={\begin{cases}p_{m},&{\text{if }}p_{j}\geq p_{m}\\p_{j}-\epsilon ,&{\text{if }}c<p_{j}<p_{m}\\c,&{\text{if }}p_{j}\leq c\end{cases}}}
となる。
最初の図は、企業2の価格の選択を所与にした企業1の最適応答関数{\displaystyle P_{1}''(P_{2})}である。図中の{\displaystyle MC}は限界費用{\displaystyle c}である。2つ目の図に描かれているように、ナッシュ均衡は2社の最適応答関数の交点({\displaystyle N})で定義される。ナッシュ均衡では、{\displaystyle P_{1}^{N}=P_{2}^{N}=MC}である。これは、2社の企業両方がゼロ利潤を得ることを意味する。
このように、ベルトラン・モデルにおける価格競争は完全競争下における均衡と同様の状況をもたらす。このことはベルトランのパラドックスと呼ばれる。ベルトラン・モデルは、企業は2社存在すれば、完全競争下における価格設定行動と同じ行動を企業がとるようになることを示唆するが、現実経済における状況とは整合的ではない。